# Notiphila imperomana
Notiphila imperomana är en tvåvingeart som beskrevs av Wayne N. Mathis 1995. Notiphila imperomana ingår i släktet Notiphila och familjen vattenflugor. Inga underarter finns listade i Catalogue of Life.